# Gawra nad Suchą Wodą
Gawra nad Suchą Wodą – jaskinia w Dolinie Suchej Wody Gąsienicowej w Tatrach Wysokich. Wejście do niej znajduje się na wysokości 1510 metrów n.p.m. Długość jaskini wynosi 5 metrów, a jej deniwelacja 2 metry.

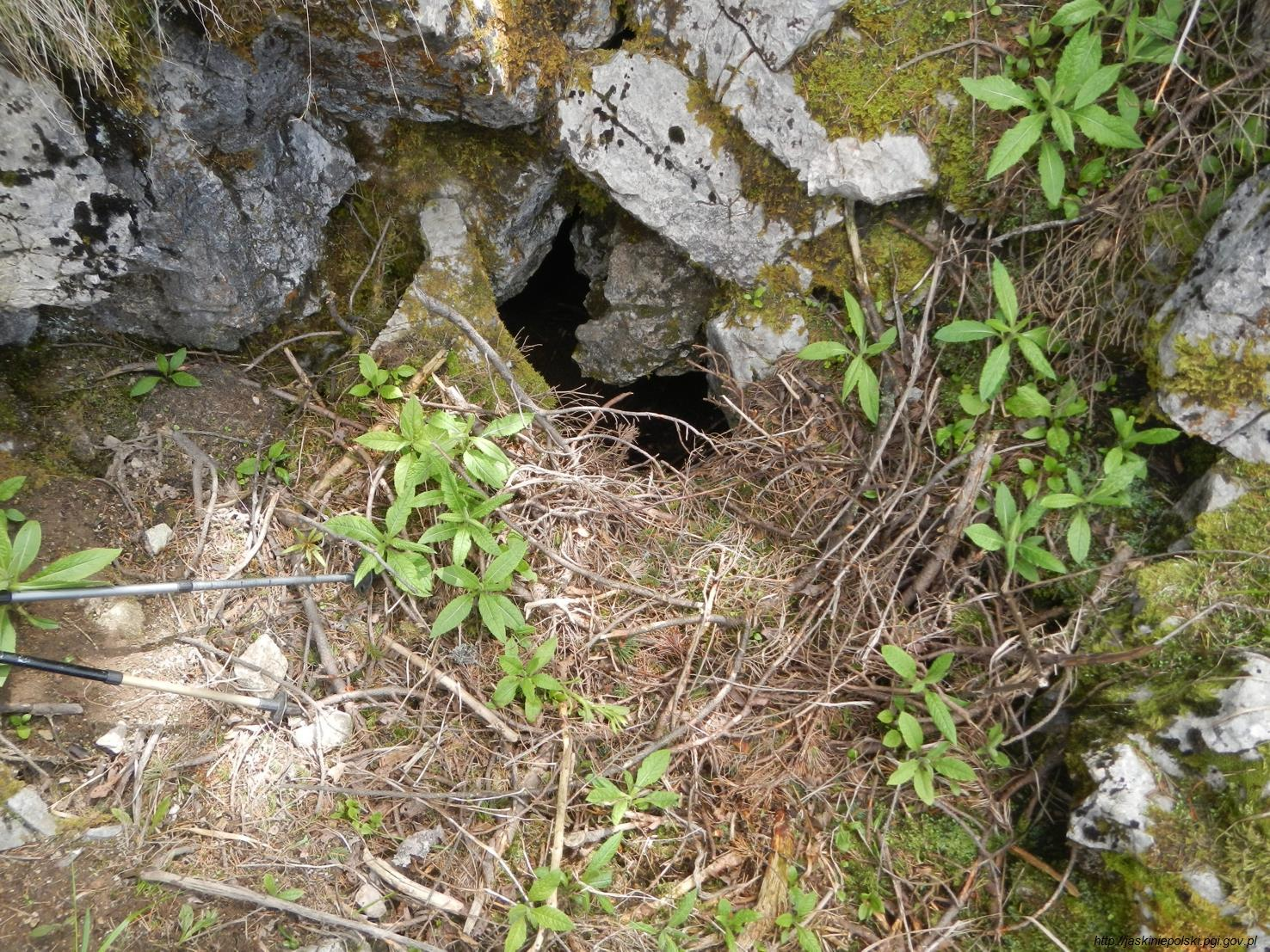
Otwór jaskini

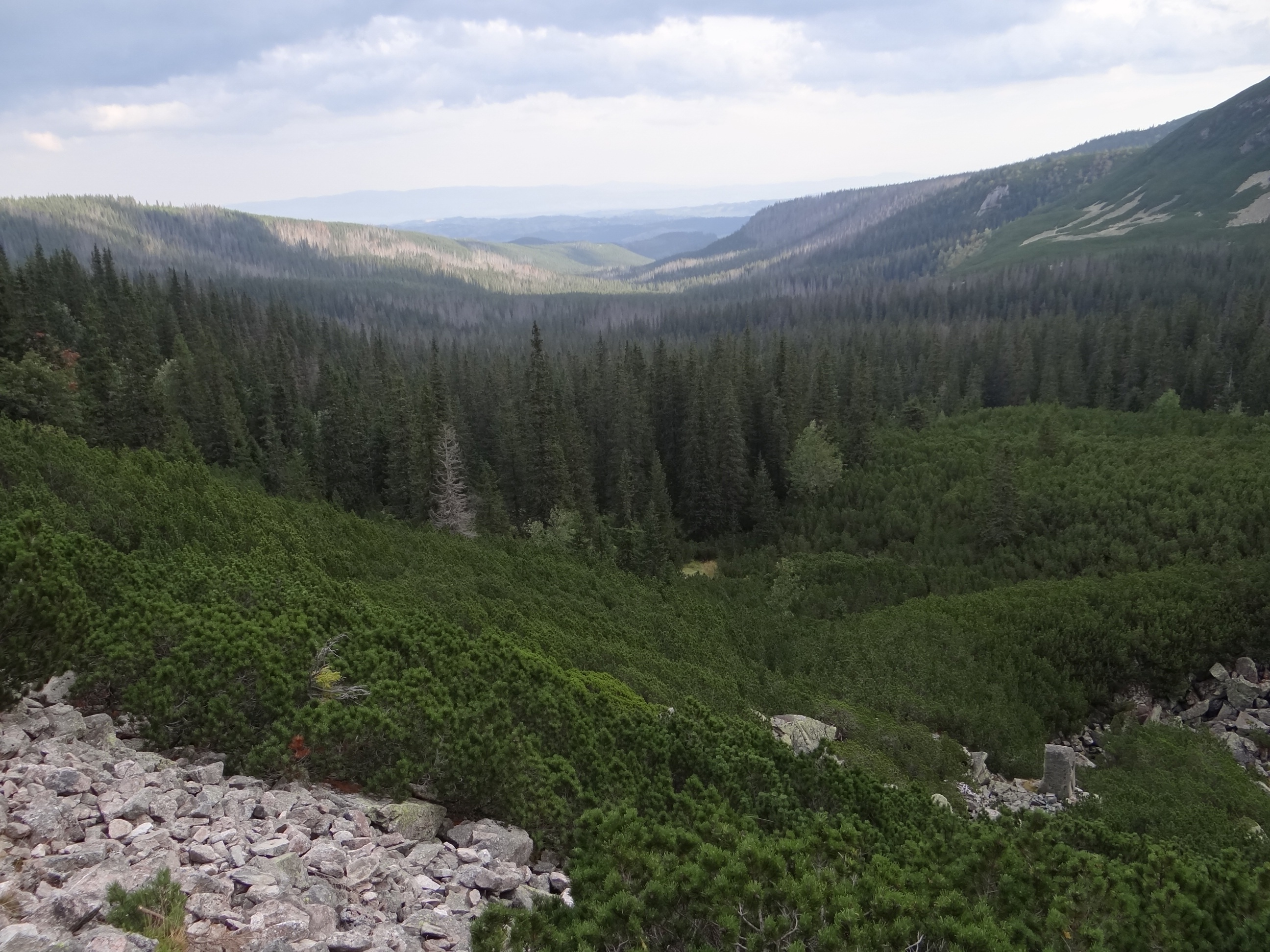
Dolina Suchej Wody Gąsienicowej

## Opis jaskini
Jaskinia zaczyna się studzienką, która prowadzi z małego otworu wejściowego do niewielkiej sali. Z sali odchodzą w dół dwa krótkie korytarzyki kończące się zawaliskami.

## Przyroda
W jaskini brak jest nacieków. Całą salę zajmuje legowisko niedźwiedzia. Jaskinia stanowi od wielu lat gawrę niedźwiedzi brunatnych. Dlatego też Tatrzański Park Narodowy nie podaje do publicznej wiadomości dokładnego jej położenia.

## Historia odkryć
Jaskinia została odkryta w listopadzie 2003 roku podczas tropienia niedźwiedzia brunatnego. Jej plan i opis sporządził Tomasz Zwijacz-Kozica w maju 2004 roku (po opuszczeniu gawry przez niedźwiedzia).